# Юрий Тошев
Проф. Д-р Юрий Георгиев Тошев е български шахматист и лекар.
Завършва медицина в Софийския университет.
Тошев е двукратен шампион на България по шахмат през 1942 и 1947 г. Участва на неофициалната шахматна олимпиада в Мюнхен през 1936 г. и на Балканиадите през 1946 и 1947 година.
През 1928 година постига първия си успех, като се класира на първо място в турнира за първенство на Софийския шахматен клуб. На първия турнир за първенството на България се класира наравно с Георги Гешев с минималния резултат 4.1/2: 3.1/2. На втория турнир за първенство на страната Тошев заема второ място (след Гешев). Шампионата на България той спечелва през 1942 година и 1947 година (наравно с инж. Камен Писков).
Юрий Тошев участва на неофициалната шахматна олимпиада в Мюнхен от 1936 г., където изиграва 19 партии (7 победи, 4 равенства и 8 загуби).
През 1943 г. играе на първенството по шахмат на Унгария в Дьошгьор и заема 6 – 7 място.
За периода от 1955 до 1973 г. е ръководител на катедрата по „Пропедевтика на хирургичните болести“ към Университетската болница в Пловдив. Ректор е на Пловдивския университет.

## Участия на шахматни олимпиади
| Година           | Организатор | Отбор    | Класиране (отборно) | Дъска |
| 1936 неофициална | Мюнхен      | България | 21                  | Шеста |